# آرسیور-آرسیورت
آرسیور-آرسیورت (به فرانسوی: Arsure-Arsurette) یک کمون در فرانسه است که در canton of Nozeroy واقع شده‌است. آرسیور-آرسیورت ۱۲٫۵۶ کیلومتر مربع مساحت دارد.